# تپه مجید
تپه مجید مربوط به دوره اشکانیان است و در شهرستان تکاب، بخش تخت سلیمان، دهستان چمن، روستای نصرت آباد واقع شده و این اثر در تاریخ ۷ اسفند ۱۳۸۵ با شمارهٔ ثبت ۱۷۷۳۶ به‌عنوان یکی از آثار ملی ایران به ثبت رسیده است. 